# Geidorf
Geidorf è il terzo distretto della città di Graz; si trova a nord di I. Innere Stadt e II. St. Leonhard. Ad est si allunga fino alla Landeskrankenhaus Universitätsklinikum (ospedale dell'università provinciale) e ad ovest costeggia il Mura. L'Università di Graz si trova qui, perciò il distretto è abitato da molti professori e studenti.
Dal 1902 al 2005 il Grazer AK ha avuto qui il suo campo di gioco, al Casino Stadium. Nel 2005 però la divisione calcistica si è trasferita nel nuovo centro di allenamento nel distretto di XII. Andritz, a nord di Geidorf. Lo stadio è stato demolito e sostituito da architettura residenziale.